# Bānsgaon
Bānsgaon är en ort i Indien.   Den ligger i distriktet Gorakhpur och delstaten Uttar Pradesh, i den nordöstra delen av landet, 700 km öster om huvudstaden New Delhi. Bānsgaon ligger 85 meter över havet och antalet invånare är 14 282.
Terrängen runt Bānsgaon är mycket platt. Runt Bānsgaon är det tätbefolkat, med 982 invånare per kvadratkilometer. Det finns inga andra samhällen i närheten. Trakten runt Bānsgaon består till största delen av jordbruksmark.